# The Red Man and the Child
The Red Man and the Child er en amerikansk stumfilm fra 1908 af D. W. Griffith.

## Medvirkende
- Charles Inslee
- John Tansey
- Linda Arvidson
- George Gebhardt
- Harry Solter